# Кобак, Николай Данилович
Николай Данилович Кобак (1915, Псков, Российская империя — ?) — советский государственный деятель, председатель Херсонского промышленного облисполкома (1963—1964).

## Биография
Родился в семье служащего. Член ВКП(б) с 1943 г.
Окончил Ахтырский педагогический техникум. В 1939 г. — Харьковский инженерно-строительный институт. Работал учителем начальной школы в с. Слободка Харьковской области,
- 1939—1945 гг. — инженер, старший инженер по проектировке нефтеперегонных заводов (Грозный), инженер, старший инженер, начальник строительной конторы (Куйбышев),
- 1945—1949 гг. — инструктор Львовского областного комитета КП(б) Украины,
- 1949—1962 гг. — инструктор ЦК КП (б) Украины, заведующий сектором ЦК КП Украины,
- 1962 г. — заместитель заведующего отделом строительства и городского хозяйства ЦК КП Украины,
- 1962—1963 гг. — секретарь Херсонского областного комитета КП Украины,
- 1963—1964 гг. — председатель исполнительного комитета Херсонского промышленного областного Совета.

## Награды и звания
Награждён орденом «Знак Почета». 